# Новий шлях
«Новий шлях» — агрофірма, сільськогосподарське товариство з обмеженою відповідальністю, яке утворилося в лютому 2000 року на базі колгоспу «Новий шлях» (існував ще з 1951 року) у селі Чернещина, Борівського району, Харківської області. Є нині одним з найбільших господарств Борівського району і всієї Харківської області в цілому: сільськогосподарська база — приблизно 3500 гектарів угідь. Директор — Анатолій Тихонович Криворучко.
Господарство займається рослинництвом: на площі 3,3 тисяч га землі вирощується зерно, буряк, соя, — та молочним виробництвом: має молочні ферми, череду великої рогатої худоби — 2,5 тисяч голів, поставляє молоко на Куп'янський молочний комбінат; і тваринництвом: відгодівля свиней — 500 голів. Число працюючих в агрофірмі «Новий шлях» становить 357 чоловік.
Довгі роки господарство спеціалізувалося на вирощуванні цукрових буряків і кукурудзи: врожайність соковитих коренів з кожного гектара сягала 400 центнерів, кормової кукурудзи — за 50-60 центнерів. Нині агрофірма — це насінницьке господарство: вирощуєть гібридне насіння кукурудзи і соняшнику харківської селекції. Елітне насіння, яке реалізують в інші господарства області, приносить агрофірмі чималий прибуток.
Приділяють увагу в господарстві тваринницькій галузі: агрофірма нараховує понад 1500 голів великої рогатої худоби, поголів'я утримується за всіма зоотехнічими та ветеринарними вимогами. Щороку кормів в агрофірмі заготовляють вдосталь для утримання поголів'я.